# Bob Westra
Bob Westra, ook gekend als Bobby Westra (Amsterdam, 20 oktober 1940) is een voormalig Nederlands voetballer.
Westra speelde eind jaren vijftig van de twintigste eeuw bij Ajax. De in Amsterdam Oost opgegroeide Westra speelde uiteindelijk vier seizoenen voor de Amsterdamse club. De aanvaller scoorde direct bij zijn debuut in 1959 tegen VVV. Na Ajax speelde Westra vier seizoenen in Almelo bij Heracles. In het seizoen 1966/1967 speelde hij ten slotte bij Elinkwijk. Met Elinkwijk degradeerde hij in dat seizoen naar de eerste divisie.

## Carrièrestatistieken
| Seizoen         | Club            | Land            | Competitie       | Competitie | Competitie | Beker | Beker | Internationaal | Internationaal | Overig | Overig | Totaal | Totaal |
| Seizoen         | Club            | Land            | Competitie       | Wed.       | Dlp.       | Wed.  | Dlp.  | Wed.           | Dlp.           | Wed.   | Dlp.   | Wed.   | Dlp.   |
| --------------- | --------------- | --------------- | ---------------- | ---------- | ---------- | ----- | ----- | -------------- | -------------- | ------ | ------ | ------ | ------ |
| 1958/59         | Ajax            | Nederland       | Eredivisie       | –          | –          | –     | 0     | 0              | 0              | 0      | 0      | –      | –      |
| 1959/60         | Ajax            | Nederland       | Eredivisie       | –          | –          | –     | –     | 0              | 0              | 0      | 0      | –      | –      |
| 1960/61         | Ajax            | Nederland       | Eredivisie       | –          | –          | –     | 2     | 1              | 0              | 0      | 0      | –      | –      |
| 1961/62         | Heracles        | Nederland       | Eerste divisie B | –          | –          | –     | 0     | 0              | 0              | 0      | 0      | –      | –      |
| 1962/63         | Heracles        | Nederland       | Eredivisie       | –          | –          | –     | 0     | 0              | 0              | 0      | 0      | –      | –      |
| 1963/64         | Heracles        | Nederland       | Eredivisie       | –          | –          | –     | 0     | 0              | 0              | 0      | 0      | –      | –      |
| 1964/65         | Heracles        | Nederland       | Eredivisie       | –          | –          | –     | 0     | 0              | 0              | 0      | 0      | –      | –      |
| 1965/66         | Heracles        | Nederland       | Eredivisie       | –          | –          | –     | 0     | 0              | 0              | 0      | 0      | –      | –      |
| 1966/67         | Elinkwijk       | Nederland       | Eredivisie       | –          | –          | –     | 0     | 0              | 0              | 0      | 0      | –      | –      |
| 1967/68         | Elinkwijk       | Nederland       | Eerste divisie   | –          | –          | –     | 2     | 0              | 0              | 0      | 0      | –      | –      |
| 1968/69         | Elinkwijk       | Nederland       | Eerste divisie   | –          | –          | 2     | 1     | 0              | 0              | 0      | 0      | –      | –      |
| 1969/70         | ZFC             | Nederland       | Tweede divisie   | –          | 4          | –     | 0     | 0              | 0              | 0      | 0      | –      | 4      |
| Carrière totaal | Carrière totaal | Carrière totaal | Carrière totaal  | –          | –          | –     | 5     | 1              | 0              | 0      | 0      | –      | –      |

## Erelijst
Ajax
| Nationaal     |    |         |
| Landskampioen | 1x | 1959/60 |
| KNVB Beker    | 1x | 1960/61 |

 Heracles
| Nationaal      |    |         |
| Eerste divisie | 1x | 1961/62 |